# Ha Dae-sung
Ha Dae-Sung (Incheon, 2 de março de 1985) é um futebolista profissional sul-coreano, atua como meio-campo, atualmente defende o Beijing Guoan.